# Sulawesikråka
För Corvus typicus, se pipkråka.
Sulawesikråkan (Corvus celebensis) är en fågel i familjen kråkfåglar inom ordningen tättingar.

## Utseende och läte
Sulawesikråkan är en medelstor svart kråka med en relativt lång och något nedåtböjd näbb. På närhåll syns att fjäderdräkten är glänsande blåsvart. Lätena är ljudliga och nasala, ofta rätt torra. 

## Utbredning och systematik
Sulawesikråkan förekommer i Indonesien på Sulawesi men även i Suluöarna öster därom. Den delas in i två underarter med följande utbredning:
- Corvus celebensis celebensis – förekommer på Sulawes i och närliggande öar
- Corvus celebensis mangoli – förekommer i Sulaöarna

Den kategoriserades tidigare som del av sundakråkan (c. enca). Sedan 2024 urskiljs den som egen art baserat på skillnader i läten och genetik.

## Levnadssätt
Sulawesikråkan hittas i både intakta låglänta skogar och i något mer degraderade och fragmenterade miljöer. Den ses ofta i par eller småflockar som flyger över vägar, floder och gläntor.

## Status och hot
Internationella naturvårdsunionen IUCN erkänner den inte som art, varför den inte placeras i någon hotkategori.